# Parachondrostoma
Parachondrostoma is een geslacht van straalvinnige vissen uit de familie van karpers (Cyprinidae).

## Soorten
- Parachondrostoma arrigonis (Steindachner, 1866)
- Parachondrostoma miegii (Steindachner, 1866)
- Parachondrostoma toxostoma (Vallot, 1837)
- Parachondrostoma turiensis (Elvira, 1987)